# ميتل جير سوليد : ذا توين سنيك
ميتل جير سوليد : ذا توين سنيك (بالإنجليزية: Metal Gear Solid: The Twin Snakes)‏ هي لعبة فيديو من نوع تسلل، تاريخ صدورها هو 9 مارس 2004 . وهي متوفرة على أجهزة نينتندو جيم كيوب . اللعبة من تطوير سيليكون نايتس وهي من نشر كونامي . وهي عبارة عن ريماستر للجزء الأول ميتال غير سوليد.

## روابط خارجية
- ميتل جير سوليد : ذا توين سنيك على موقع IMDb (الإنجليزية)